# Nenad Milijaš
Nenad Milijaš, född 30 april 1983 i Belgrad, Jugoslavien (nuvarande Serbien), är en serbisk före detta fotbollsspelare. Milijaš spelade under sin karriär 25 landskamper för Serbien.

### Webbkällor
- Nenad Milijaš på Soccerbase (engelska)
- Wolves profile
- Serbian national team profile